# Liběchovská příčka
Liběchovská příčka je vnitrozemská linie československého opevnění, budovaného za první republiky proti nacistickému Německu, která byla posledním záchytným bodem před Prahou pro československou armádu pokud by nepřítel prorazil opevnění na hranicích. Linie začíná (v návaznosti na Pražskou čáru) v prostoru Mělník-Mlazice na pravém břehu řeky Labe, prochází podél potoka Liběchovka, kolem města Dubá, Jestřebí, Doksy, Mimoň, Stráž pod Ralskem a končí u města Chrastava (okres Liberec), kde navazuje na další linii opevnění. Celková délka linie je přibližně 60 - 70 km. Liběchovská příčka se nacházela v prostoru II. sboru. Je rozdělena na několik stavebních úseků (P1, P2, P3, Q1, Q2, R1, R2, S1, S2), celkově zde mělo být postaveno 558 objektů lehkého opevnění, tzv. „řopíků“ a 37 objektů těžkého opevnění. Liběchovská příčka se do září roku 1938 nestihla dostavět, je dokončeno méně než 75 % linie, a je v ní mnoho mezer, které by mohl nepřítel snadno obejít, kdyby Československá republika neuznala mnichovskou dohodu a vyhlásila válečný stav s Německem. 

## Výstavba a historie Liběchovské příčky do dnešních dnů
S výstavbou se začalo relativně pozdě, vzhledem k zářijovým událostem roku 1938. Trasa byla prozkoumána ve dnech 22. - 24. března 1938 a poté se horečně pracovalo na projektové přípravě plánů, aby se co nejdříve mohly rozjet stavební práce. Jednotlivé stavební úseky pak byly zadávány během měsíce června. Jako poslední byl 20. července 1938 zadán úsek P3, neboť výběrové řízení probíhalo nadvakrát. Prvním postaveným objektem na Liběchovské příčce se stal objekt P2/228/A-140, který byl vybetonován 29. června 1938. Dochoval se jako jeden z mála objektů úseku P2 do dnešních dnů. V červnu 1938 byly vybetonovány ještě další dva objekty, 30. června 1938 to byly řopíky P2/229/A-140 a P1/227/A-140. Všechny ostatní pevnůstky byly pak postaveny v průběhu tří měsíců od července do září. Většina postavených objektů postrádala v září 1938 i nejdůležitější vnitřní vybavení, jako lafety, periskopy a ventilátory. Stavebně dokončená pevnůstka měla totiž ještě velmi daleko k plně vystrojenému a vyzbrojenému objektu, který je připraven k plnohodnotné obraně. 

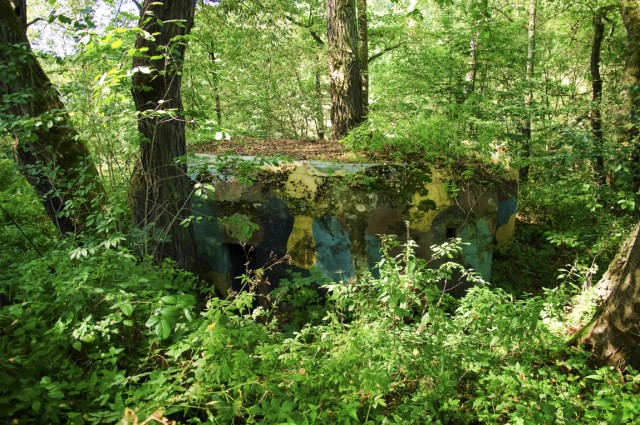
Stav objektu u Rozprechtického rybníka v roce 2011

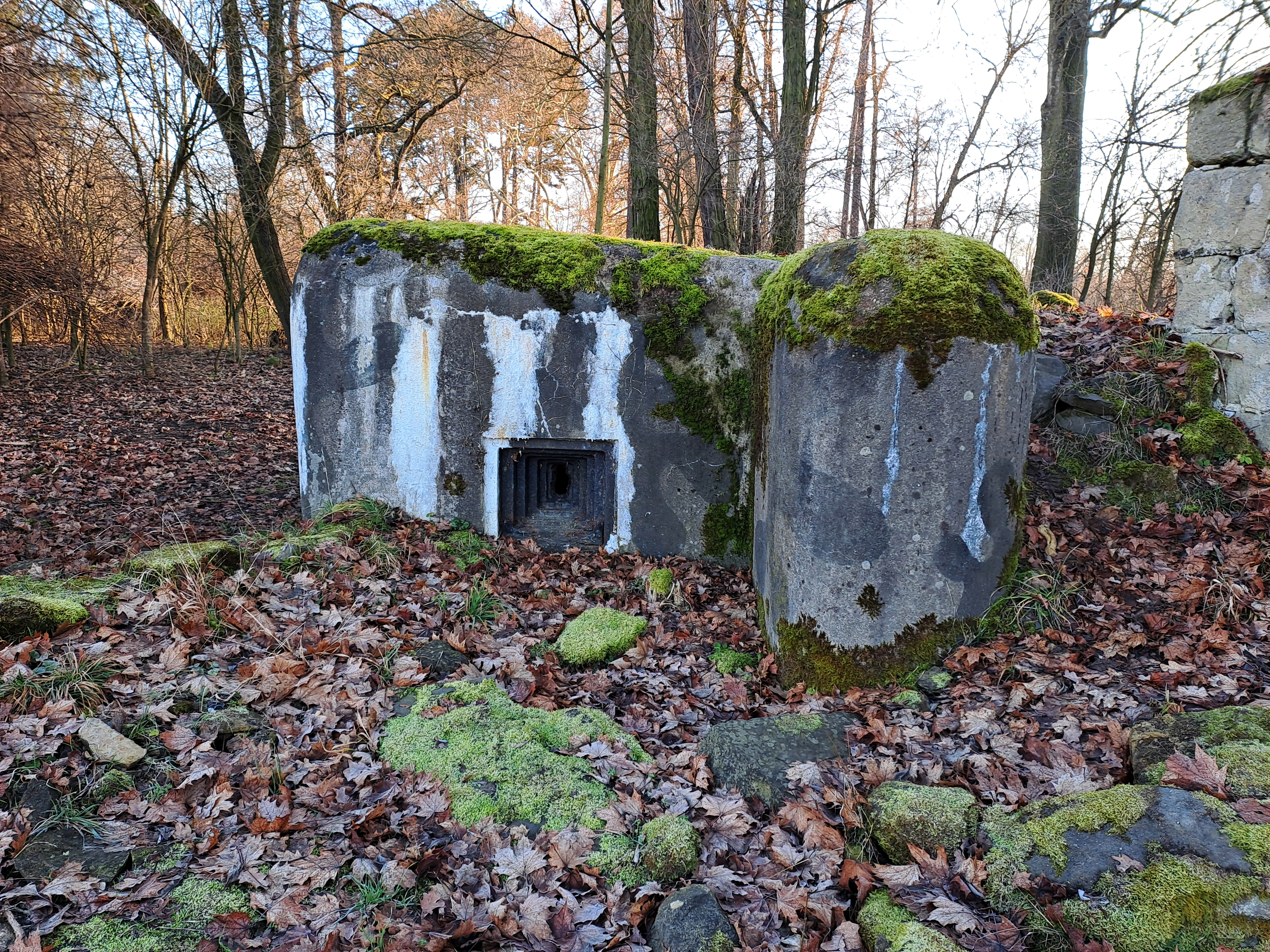
Objekt P1/221/A-180 ve zdi liběchovského zámeckého parku

Liběchovská příčka se nikdy nezúčastnila bojů během zářijových dnů při sudetoněmeckém povstání jako např. pevnůstky v oblasti třetího sboru na jižní Moravě. Po mnichovské dohodě byla naprostá většina linie přičleněna do Třetí říše, protože se nacházela v oblasti Sudet (nově nadiktovaná hranice probíhala už u Vehlovic mezi Mělníkem a Liběchovem). Proto také nebyla během okupace zničena v tak velké míře jako Pražská čára, na kterou u Mělníka navazovala. Pouze úsek P1 byl po okupaci v březnu 1939 kompletně zničen, mimo tří objektů nacházejících se v blízkosti obytných staveb. Nejznámější dochovaný objekt úseku P1 je objekt č.221/A-180, který je zakomponovaný ve zdi zámeckého parku v Liběchově. Dále je tu objekt číslo 216/A-140, který stojí na dvorku rodinného domu ve Vehlovicích a objekt č. 25/A-200Z šikmý vlevo, nacházející se nad nádražím v Liběchově u silnice na Štětí. V úseku P2 se do dnešních dnů dochovalo z jednašedesáti pouze 10 objektů, ostatní objekty byly odstřeleny, i když se nacházely na německém území. 
Po konci druhé světové války nebyla Liběchovská příčka reaktivována, protože se jedná o vnitrozemskou linii a ne pohraniční. Od té doby linie chátrá. V devadesátých letech 20. století byla na Liběchovské příčce vybudována muzea československých opevnění. Nejznámější muzeum se nacházelo v úseku Q1, jednalo se o objekt č. 3/A-140Z v zatáčce u Rozprechtického rybníka, který byl v péči Klubu přátel československého opevnění Vrabcov, a u kterého byly nainstalovány lehké protipěchotní překážky a jeden ocelový rozsocháč. Po několikátém vykradení objektu bylo muzeum zrušeno a objekt chátrá a zarůstá v okolní vegetaci. Na Maršovickém vrchu ve stavebním úseku Q2 Jestřebí zanikly tři objekty, které se nacházely v lomu, ve kterém se těží znělec. Z většiny objektů zmizely uzávěry vchodových střílen a vchodové mříže objektů. Objekty zarůstají vegetací.

## Typy objektů na Liběchovské příčce
Liběchovská příčka se skládá ve většině z objektů A. Dále tu jsou objekty typu B, D a E. V úseku Q1 se počítalo s výstavbou protitankových objektů typu F a K, které v té době existovaly pouze na náčrtech ŘOP. Dále zde mělo být vybudováno 37 těžkých objektů – pěchotních srubů, které měly chránit menší objekty. Největší koncentrace těžkých objektů měla být okolo měst Jestřebí a Mimoň, kde se mělo u každého města nacházet devět objektů. Ani tyto pevnosti se nestihly do mobilizace v září 1938 postavit.

## Organizace výstavby lehkého opevnění
| stav. úsek | Prostor           | Počet objektů zadáno-vybetonováno | Datum zadání      | Stavební podnik                       | Velitel VSD           | Odkaz na Řopíky.net |
| ---------- | ----------------- | --------------------------------- | ----------------- | ------------------------------------- | --------------------- | ------------------- |
| P1         | Mlazice           | 54 - 38                           | 14. června 1938   | Raynal a Balzar, Praha XIX            | škpt. p. Kostelecký   |                     |
| P2         | Tupadly           | 61 - 61                           | 10. června 1938   | Ing. Karfík a Arch. Hvězda, Praha XVI | por. p. L. Turek      |                     |
| P3         | Medonosy          | 60 - 20                           | 20. července 1938 | Ing. Rudolf Ryšán, Kutná Hora         | škpt. p. J. Novotný   |                     |
| Q1         | Vrchovany         | 65 - 33                           | 15. června 1938   | Bedřich Král, Kolín                   | npor. p. K. Janda     |                     |
| Q2         | Jestřebí          | 75 - 23                           | 28. června 1938   | Ing. Karfík a Arch. Hvězda, Praha XVI | npor. p. M. Kolpák    |                     |
| R1         | Mimoň             | 61 - 41                           | 15. června 1938   | R. V. Svoboda, Praha XI               | škpt. p. J. Dostál    |                     |
| R2         | Ralsko            | 69 - 26                           | 16. června 1938   | Ing. Dr. E. Urban, Praha XII          | por. p. J. Gottstein  |                     |
| S1         | Stráž pod Ralskem | 57 - 22                           | 7. června 1938    | Jan Oplt, Bakov nad Jizerou           | npor. děl. Z. Krblich |                     |
| S2         | Žibřidice         | 56 - 17                           | 10. června 1938   | František Šíma, Poděbrady             | npor. p. Š. Kurka     |                     |